# Új Budapesti-malom
Az Első Budapesti Gőzmalom Részvénytársaság új gőzmalma, röviden (Új) Budapesti-malom, gyakran csak „Új-malom telep”, Újmalom nagy múltú budapesti élelmiszeripari üzem, gőzmalom volt.

## Története
Az 1800-as évek második felében bekövetkező nagyipari fejlődés során számos gőzmalom épült Budapest területén. Ezek közé tartozott Az Első Budapesti Gőzmalom Részvénytársaság régi gőzmalma (Klotild utca–Koháry utca–Balaton utca–Szemere utca). Ezt 1908 után elbontották. A társaság viszont hamarosan új malom építéséről döntött. Helyszíne ennek az ugyanebben az időben elpusztult (leégett) Erzsébet-malom telke volt a mai Pozsonyi út (77-79.) – Garam utca (4.) – Kárpát utca (28.) – Bessenyei utca (1-3.) közötti területen a Dávid János és Fia cég kivitelezésében ipari eklektikus / ipari szecessziós stílusban.
Az 1860/1870-es évek nagy malomépítési hulláma után valószínűleg az Újmalom volt Budapest legutolsóként felépült gőzmalma. (Ugyanebben az időben, 1911-ben épült fel a Budai Hengermalom a Hengermalom út 49-51. szám alatt.)
Az üzem a második világháború idején, 1944-ben súlyosan megsérült, ezért a háborút követően elbontották. Helyére csak 1977–1980 között épült fel egy azóta szintén elbontott Kommunista Ifjúsági Szövetség (KISZ)-székház.